# 도라미역
도라미역(일본어: 東浪見駅, とらみえき)은 일본 지바현 조세이군 이치노미야정에 있는 동일본 여객철도의 철도역이다.
가즈사이치노미야역부터 도라미 역까지의 단선 구간이 끝나는 곳으로, 도라미 역부터 조자마치역까지는 다시 복선 구간이 이어진다.

## 역 구조
상대식 2면 2선 구조의 지상역이다. 두 승강장 사이는 과선교로 이어져 있다. 모바라역이 관리하는 무인역으로, 승차역 증명서 발행기가 놓여 있다. 간이 개찰기에서 스이카 및 제휴 교통카드의 사용이 가능하다.
역이 삼림 지대에 있기 때문에, 하행선 승강장의 아와카모가와 방면 끝에 "역에 살모사가 나타나므로 주의하세요"라 적힌 표지판이 있다.

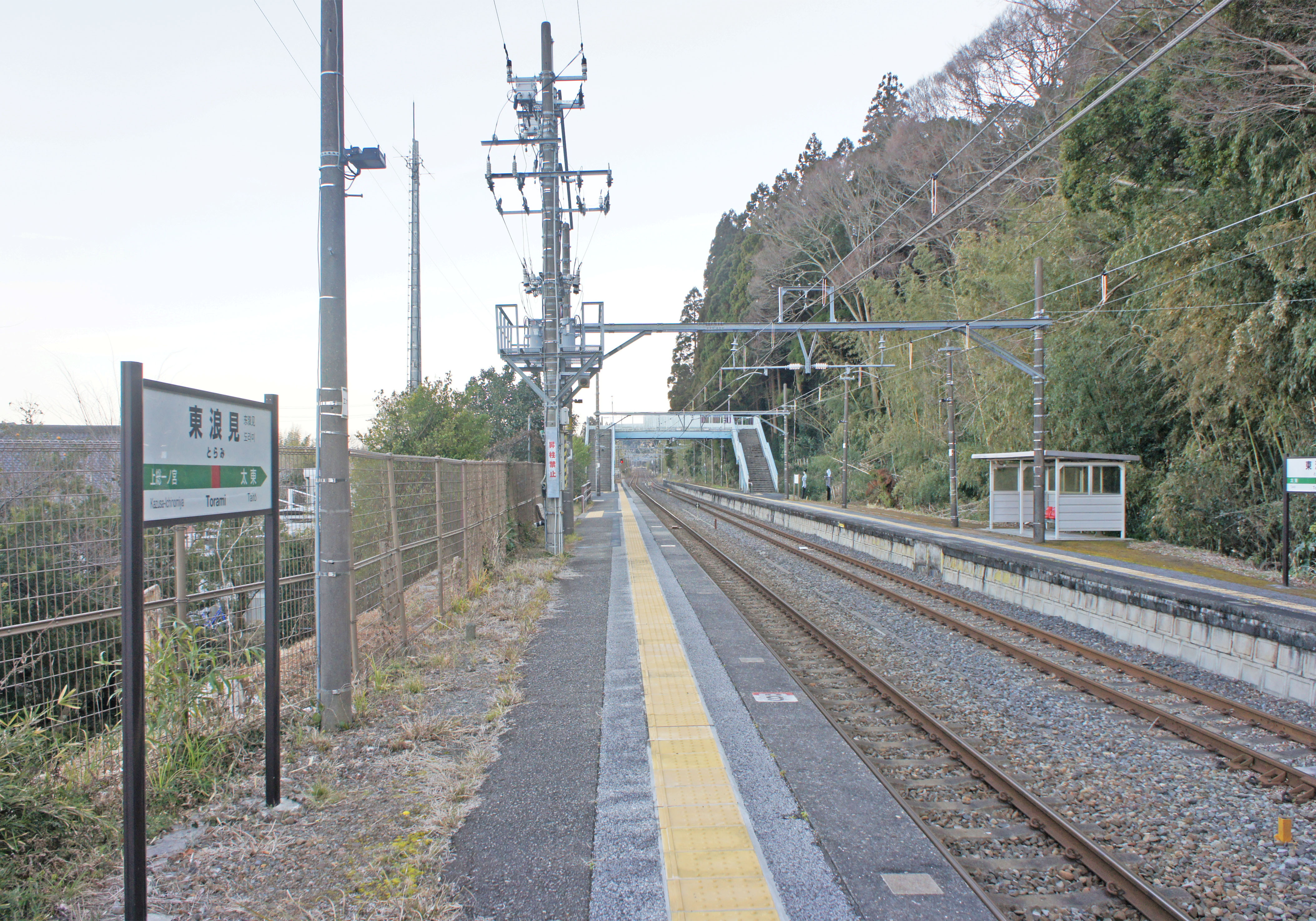
승강장

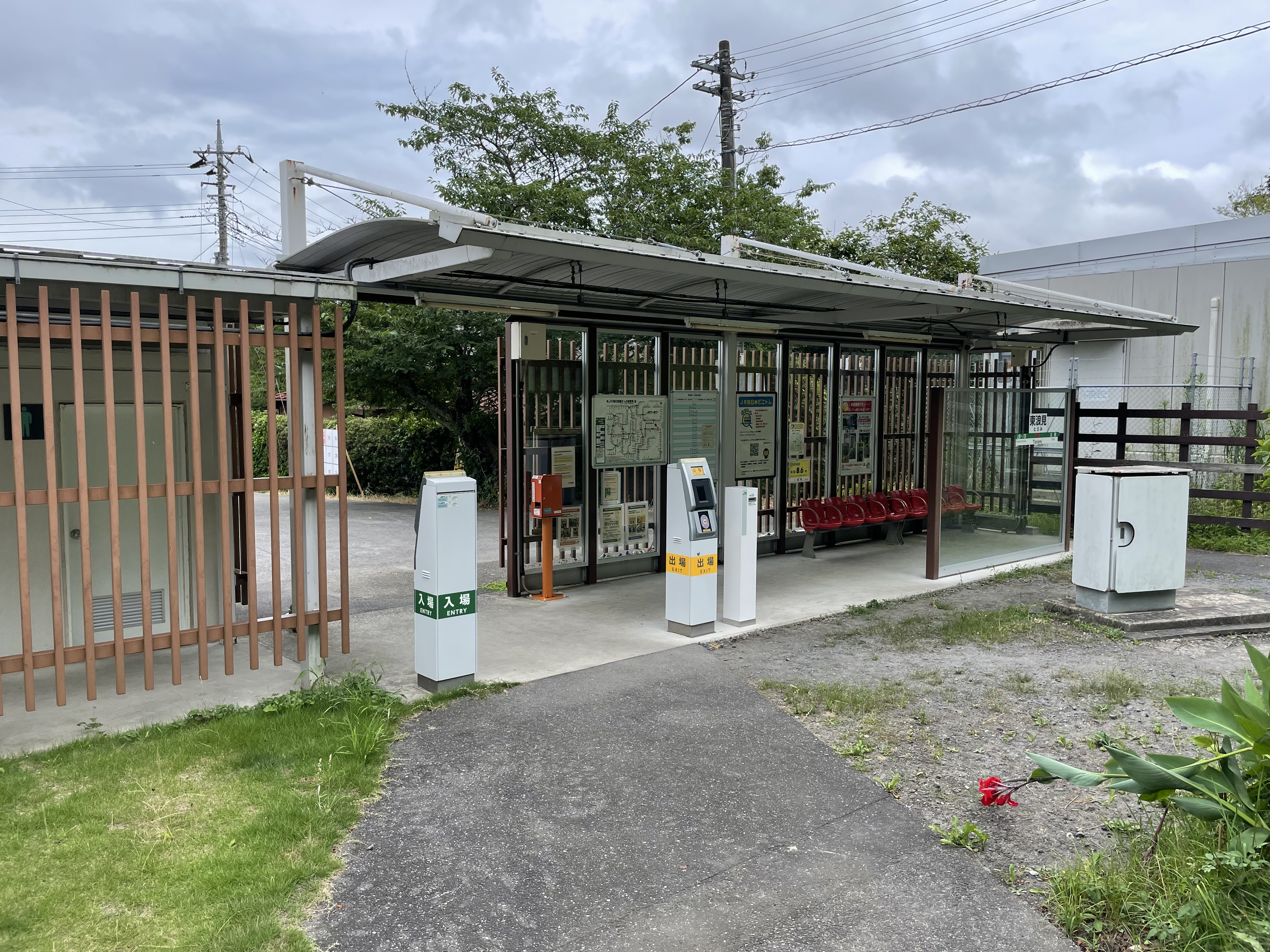
개찰구, 대기실

### 승강장
| 1 | ■ 소토보 선 | 오하라 · 가쓰우라 · 아와카모가와 방면        |
| 2 | ■ 소토보 선 | 가즈사이치노미야 · 모바라 · 소가 · 지바 방면 |

## 역세권 정보

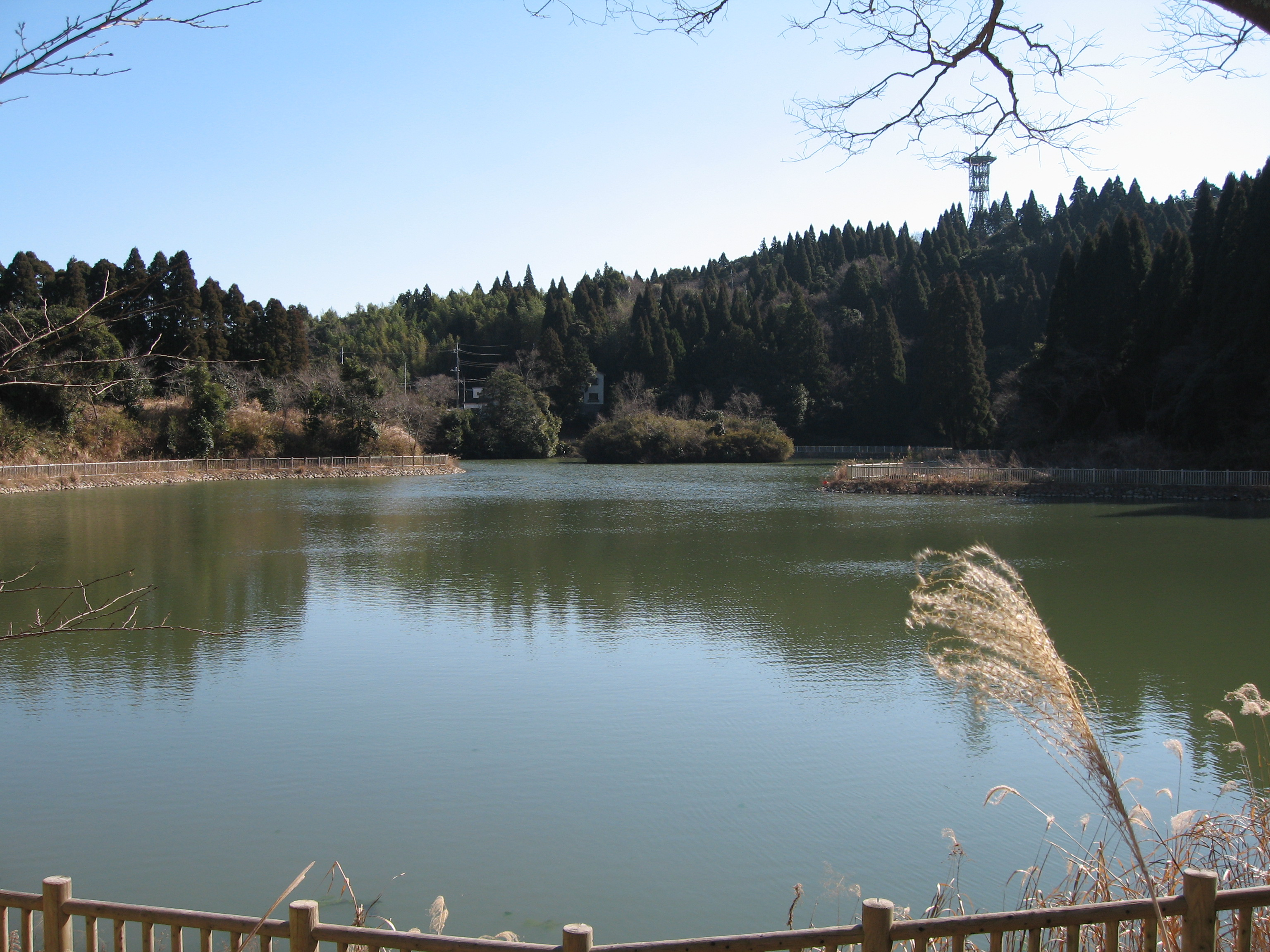
도테이 호.

- 도테이 호 - 인공호로, 중국의 둥칭 호에서 이름을 딴 호수이다. 네 개의 저수지로 나뉘어 있으며, 호숫물은 농업용수로 쓰인다.
- 마작 박물관

## 역사
- 1925년 12월 15일 - 일본국유철도 보소 선 (지금의 소토보 선)의 가즈사이치노미야역 ~ 다이토역 사이에 새로이 개업했다.
- 1987년 4월 1일 - 민영화에 따라 동일본 여객철도의 소속이 되었다.
- 2004년 10월 16일 - 스이카의 사용이 개시되었다.

## 인접역
| 동일본 여객철도 소토보 선  | 동일본 여객철도 소토보 선 | 동일본 여객철도 소토보 선 |
| -------------------------- | ------------------------- | ------------------------- |
| 가즈사이치노미야 지바 방면 | ■ 소토보 선               | 다이토 아와카모가와 방면  |